# Linia Salpa

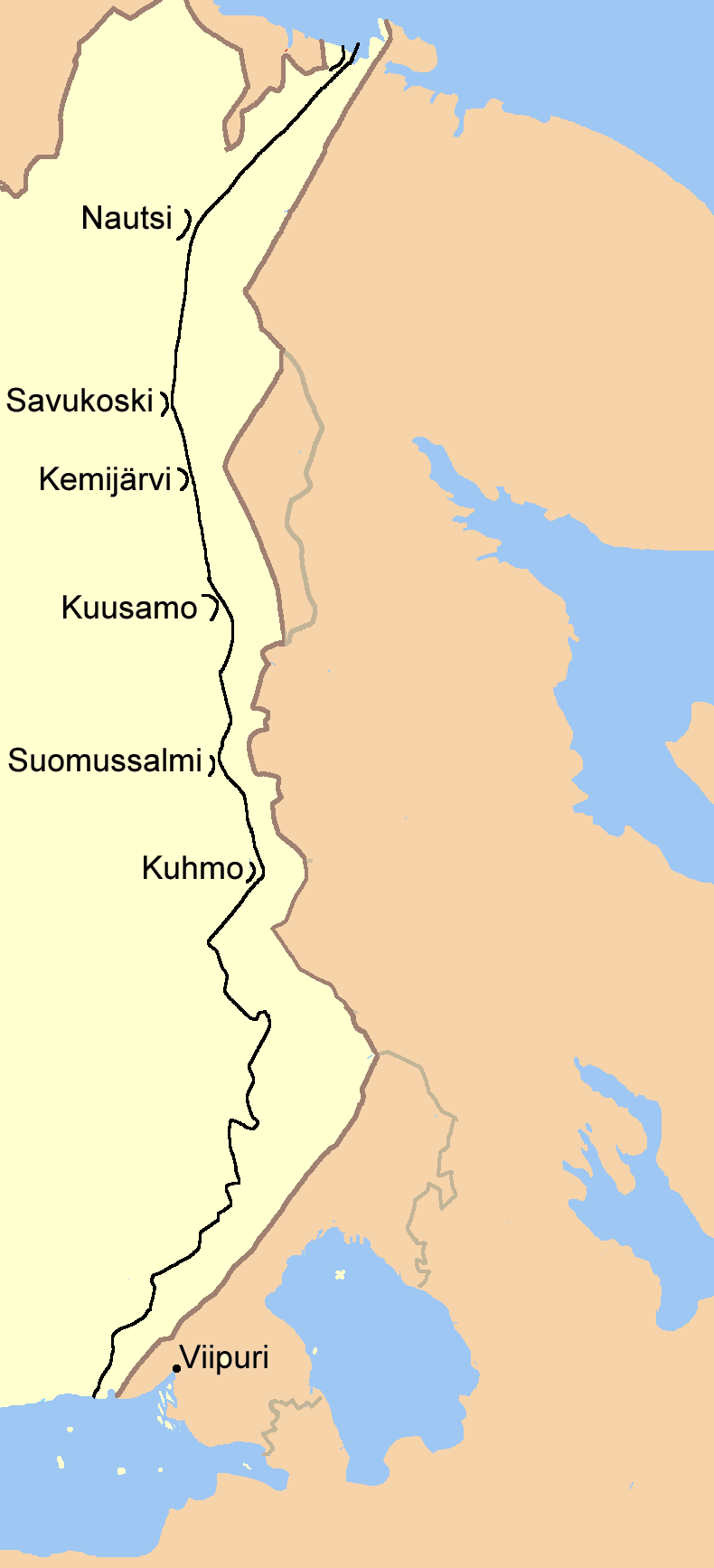
Przebieg Linii Salpa

Linia Salpa (fiń. Salpalinja) – zespół fińskich umocnień obronnych wzdłuż granicy ze ZSRR wytyczonej w wyniku wojny zimowej 1939–1940. W wojnie tej Finlandia utraciła około 10% swojego terytorium i poprzednie graniczne fortyfikacje Linii Mannerheima.
Budowę linii rozpoczęto w 1940 i kontynuowano do lata 1941, kiedy wojska fińskie weszły głęboko na terytorium ZSRR podczas wojny kontynuacyjnej i na kilka lat odsunęły groźbę radzieckiej inwazji. W pierwszej połowie 1944 wobec porażek Niemiec na froncie wschodnim i wzrastającym prawdopodobieństwie ofensywy radzieckiej przeciw Finlandii wznowiono pracę nad linią. Ofensywa radziecka w czerwcu 1944 została jednak zatrzymana przez Finów przed dotarciem do linii Salpa, tak więc linia ta nigdy nie została wykorzystana w walce. Jej istnienie jednak wzmocniło pozycję fińską podczas negocjacji o rozejm z ZSRR we wrześniu, 1944.
Linia ciągnęła się od Zatoki Fińskiej do Petsamo nad Oceanem Arktycznym, na dystansie około 1200 km. Jednak ogromna większość (około 90%) umocnień betonowych powstała na wąskim odcinku od Zatoki Fińskiej do jeziora Saimaa. W części północnej linia składała się wyłącznie z umocnień polowych.
Jako że obecna granica między Finlandią i Rosją jest prawie identyczna do tej ustanowionej w 1940, praktycznie cała Linia Salpa jest obecnie na terytorium Finlandii. Niektóre jej obiekty są doskonale utrzymane do dziś i udostępnione do zwiedzania.

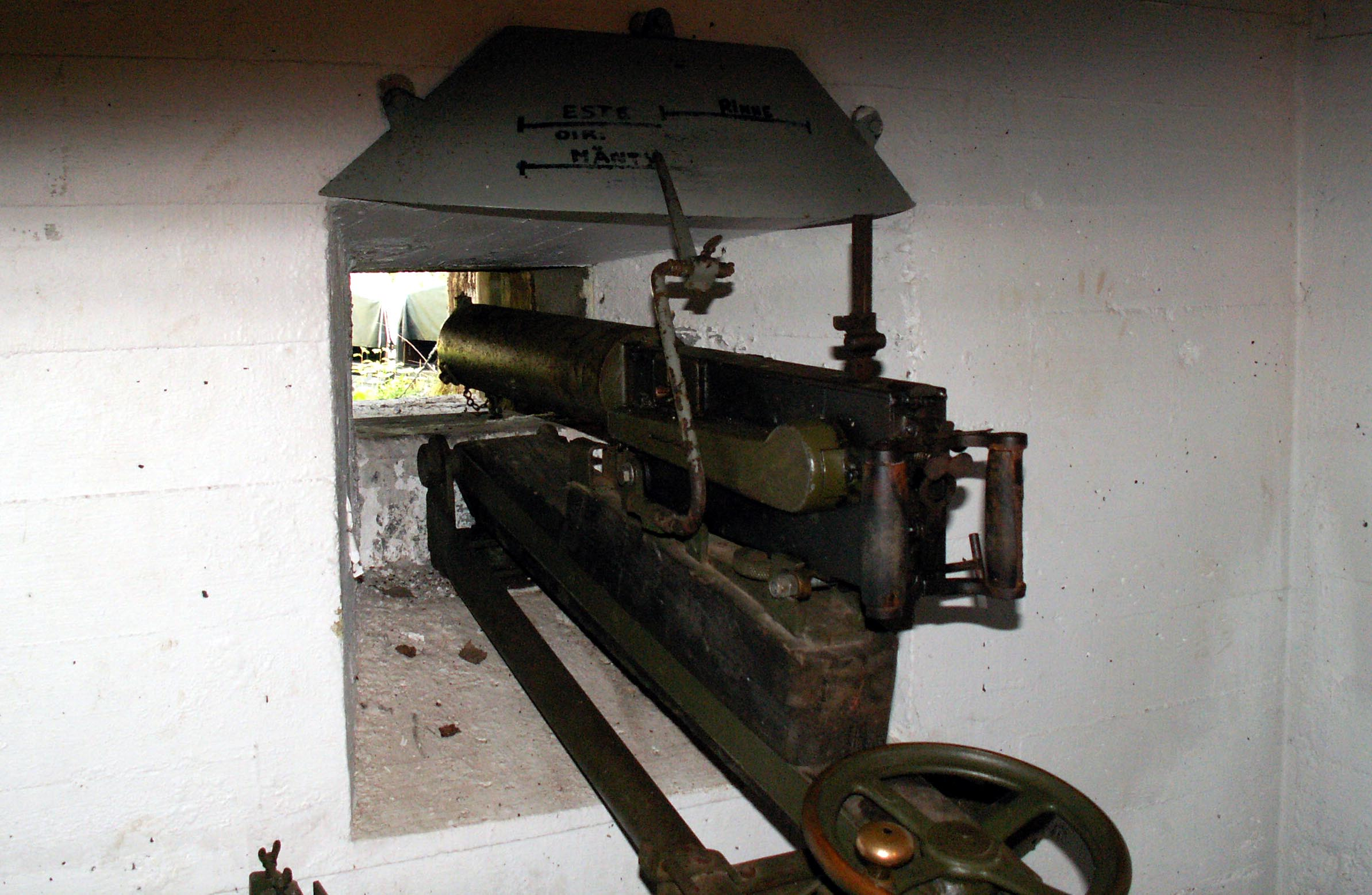
Karabin maszynowy
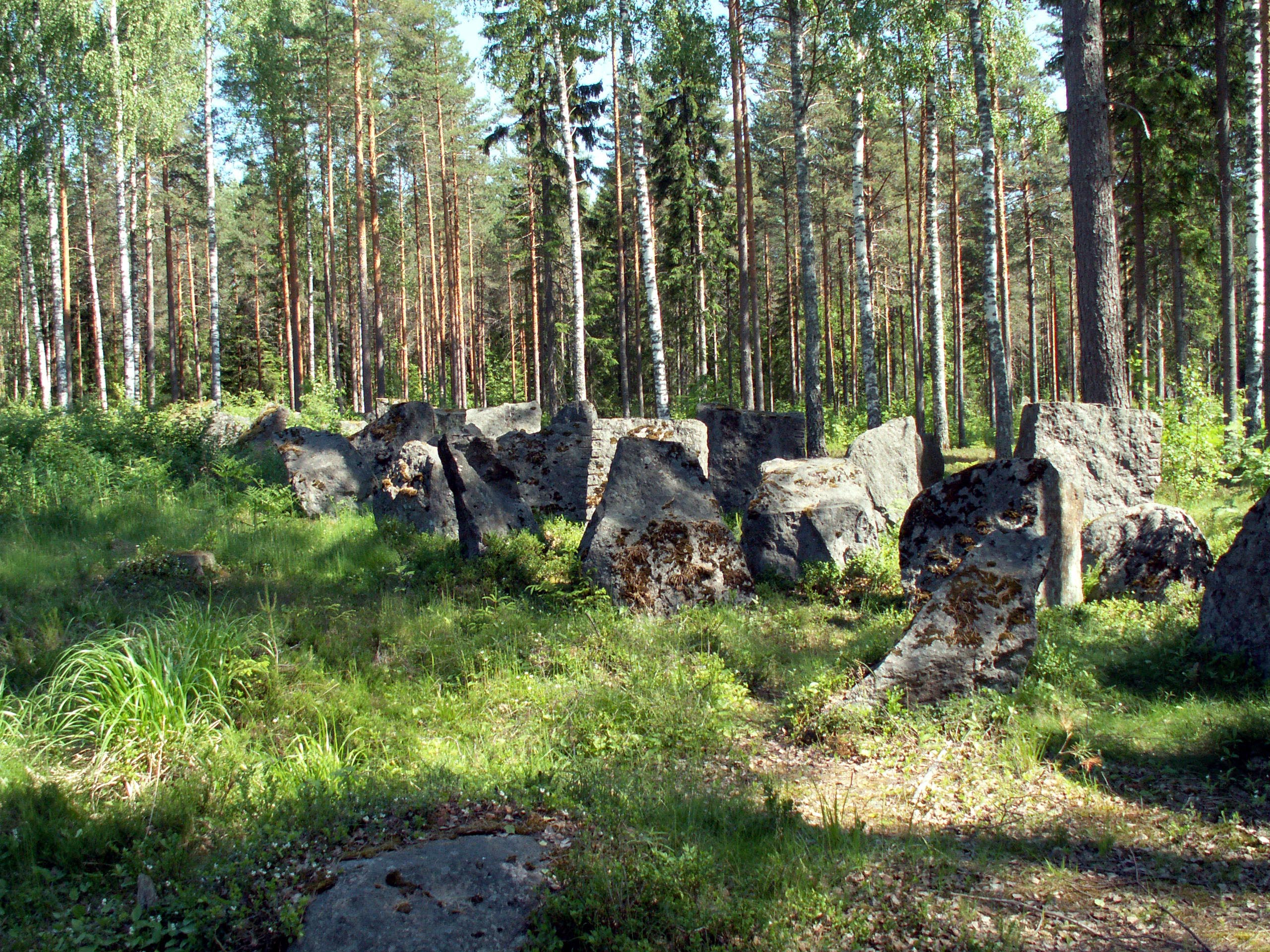
Przeszkody przeciwczołgowe w Miehikkälä
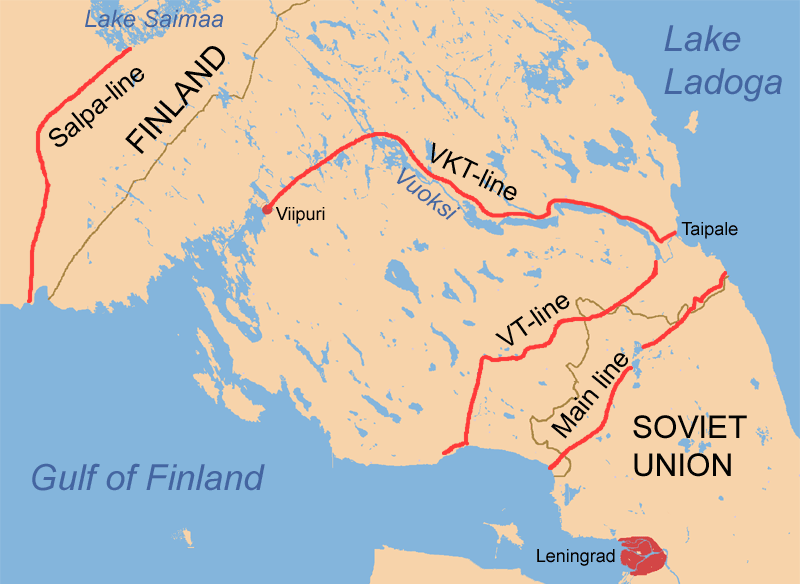
Początek linii Salpa pomiędzy jeziorem Saimaa i Zatoką Fińską. Linia kontynuuje się do północnej Finlandii.
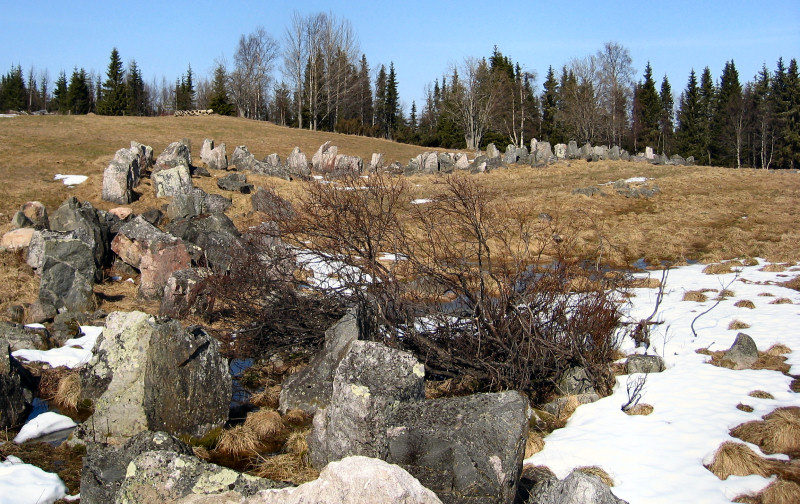
Salpalinja Przeszkody przeciwczołgowe w Aholanvaara, Salla
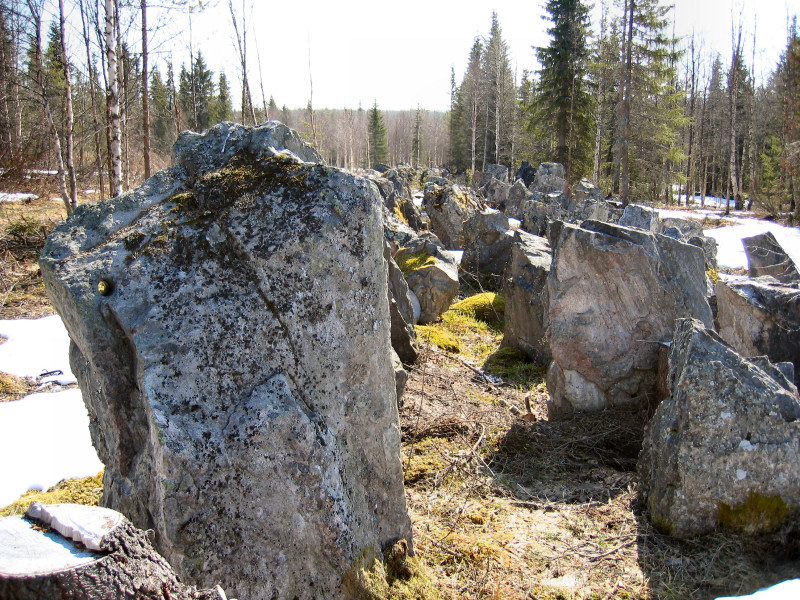